# Kelibisler (Pazarcık)
 (juin 2008).
Kelibisler est un village de Turquie dans la province de Kahramanmaraş. Il est situé à 30 km au sud de la ville de Kahramanmaraş.